# Mazax xerxes
Mazax xerxes är en spindelart som beskrevs av Reiskind 1969. Mazax xerxes ingår i släktet Mazax och familjen flinkspindlar.
Artens utbredningsområde är Costa Rica. Inga underarter finns listade i Catalogue of Life.